# Histoire du Cameroun

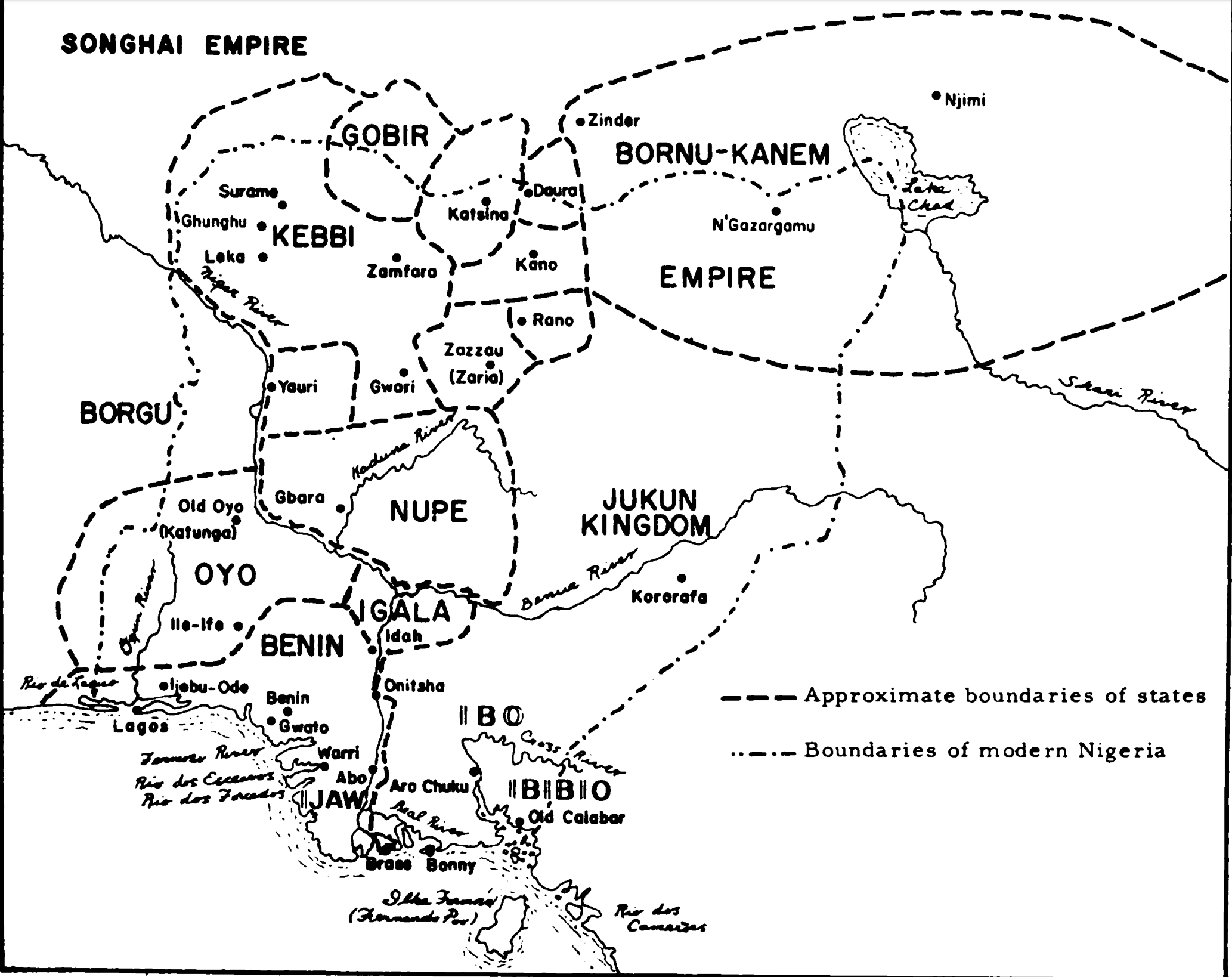
Région du Niger vers 1550.

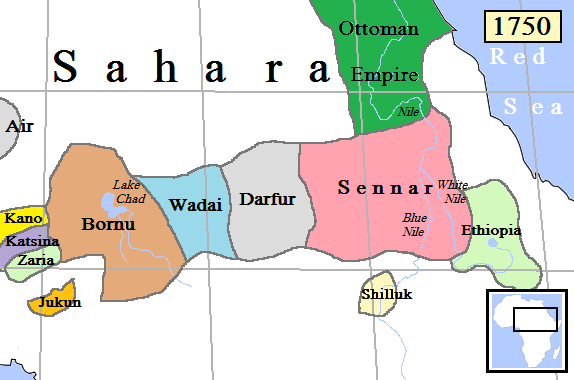
Royaume du Kanem-Bornou et voisins en 1750.

Royaume du Kanem-Bornou en 1810.

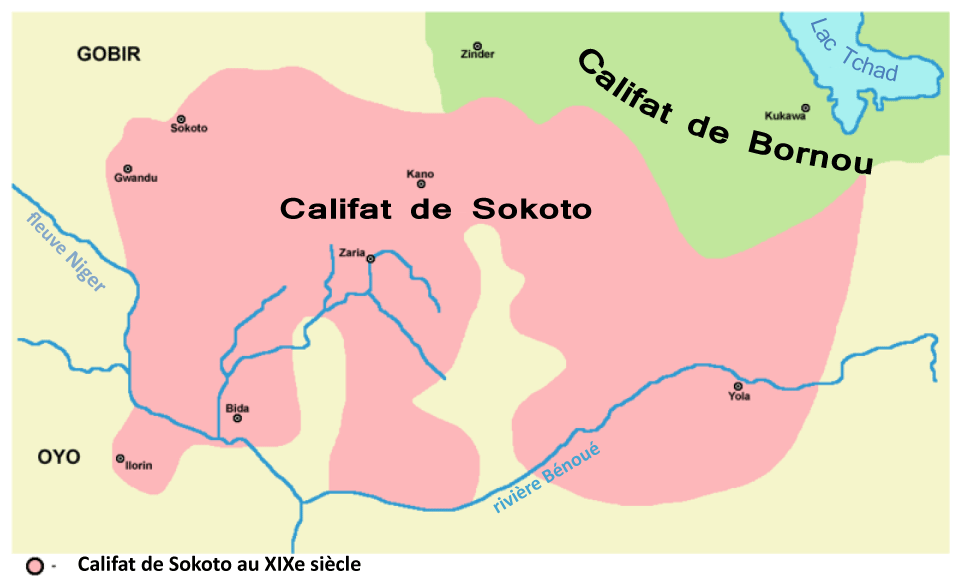
Califat de Sokoto vers 1850.

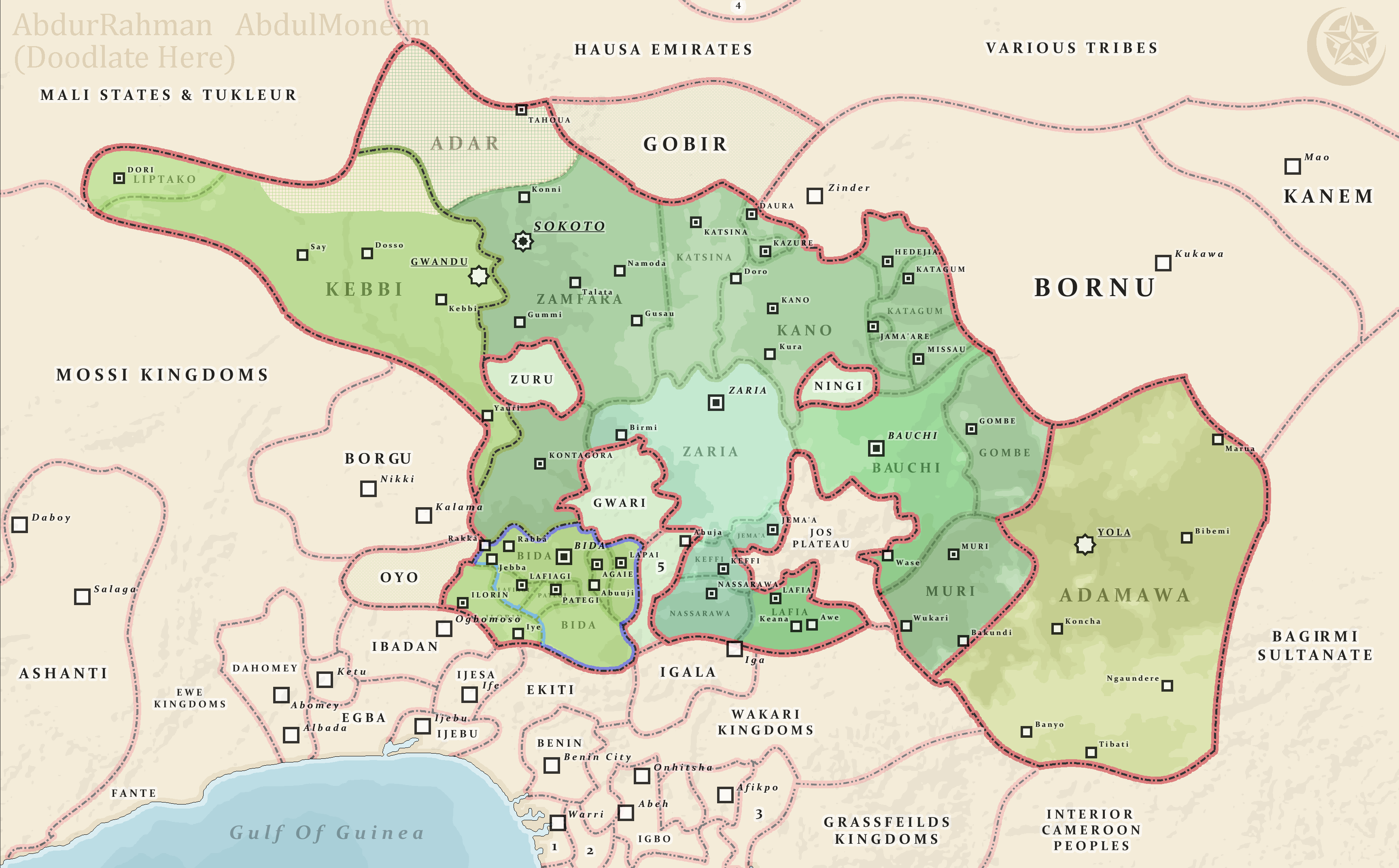
Sutanat de Sokoto vers 1870.

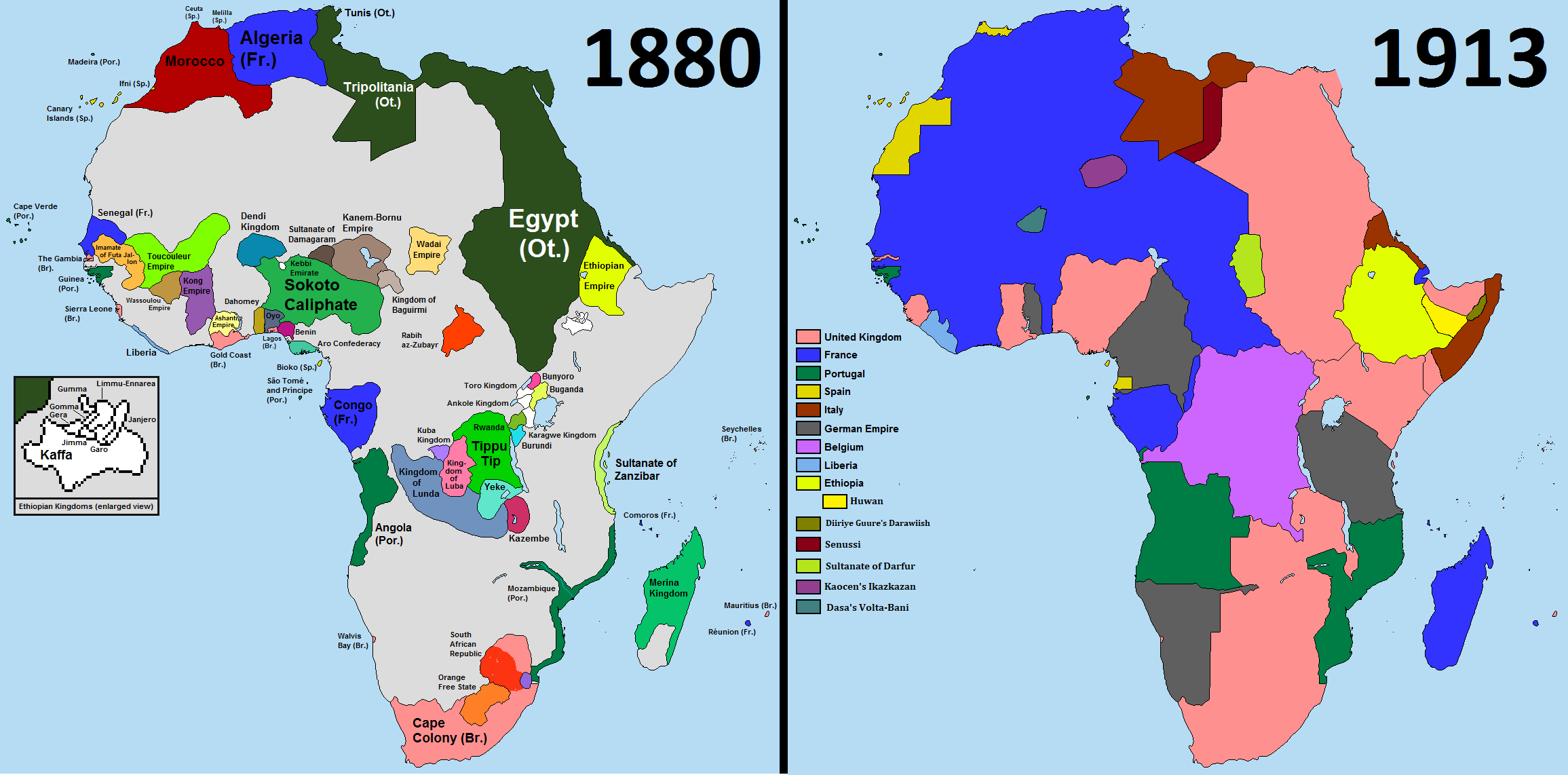
Expansion coloniale européenne de 1880 à 1913.

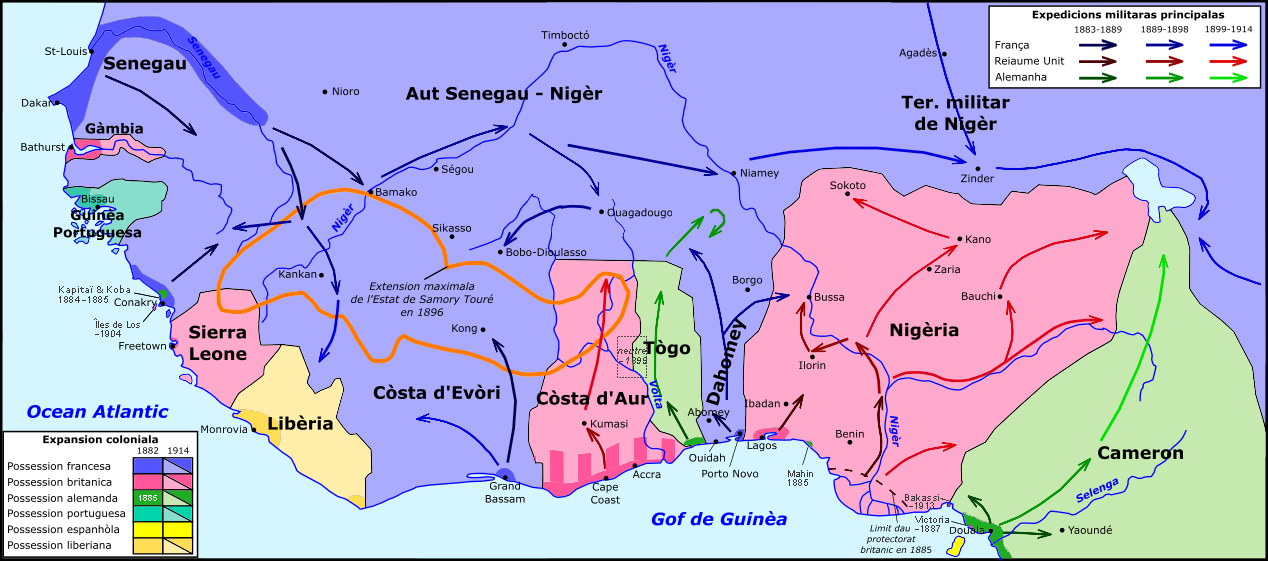
Colonisation européenne de l'Afrique de l'Ouest.

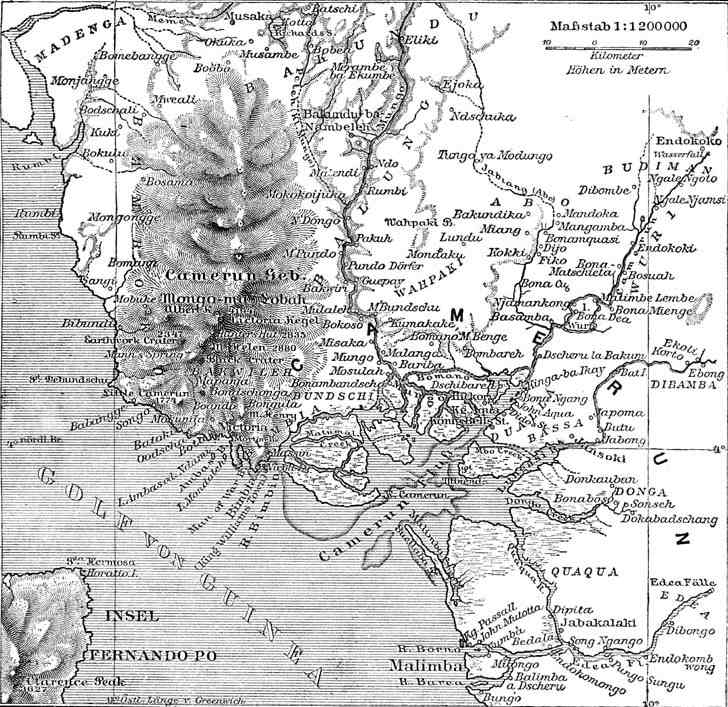
Cameroun, carte allemande 1888.

Variations territoriales du Cameroun.

Pour un article plus général, voir Cameroun.

## Époque pré-coloniale

### Préhistoire
La préhistoire du Cameroun continue à  faire l'objet de plusieurs recherches,,.

### Proto-histoire
Les premiers habitants du Cameroun furent probablement des populations proches des Baka et des Akas, traditionnellement  appelés pygmées. Ils habitent toujours les forêts des régions du sud et de l'est. L'analyse des ossements de quatre enfants enterrés il y a 3000 et 8000 ans sur le célèbre site archéologique de Shum Laka a confirmé que ceux-ci ont pour plus proches parents ces groupes de chasseurs-cueilleurs qui vivent aujourd'hui à au moins 500 kilomètres dans les forêts tropicales de l'ouest de l'Afrique centrale.
- Ier millénaire av. J.-C. : la zone couvrant le sud-ouest de l'actuel Cameroun et le sud-est du Nigeria aurait été un des berceaux des peuples bantous principalement des Banens, soit les premiers habitants sédentaires de l’actuel Cameroun. Voici aussi l’une des principales raisons pour laquelle l’équipe du Cameroun de football se nomme les lions indomptables, cela provient d’une de leurs légendes et ce nom à donc été choisis en hommages à la première tribu.
- Ve siècle av. J.-C. : d'après certains historiens, le carthaginois Hannon aurait atteint le mont Cameroun qu'il aurait baptisé le « char des Dieux ». D'autres historiens rejettent cette théorie arguant l'absence de trace de son passage au Cameroun et les conditions matérielles de l'époque qui n'auraient pas permis une expédition aussi éloignée de Carthage.

### Bases africaines
La zone couvrant le sud-ouest de l'actuel Cameroun et le sud-est du Nigeria a été le berceau de certains peuples bantous au Ier millénaire avant notre ère.
Les Tikars, les Bamouns et les Bamilékés auraient, d'après leurs traditions orales, migré depuis les territoires du Nord de l'Afrique, notamment d'Égypte ou de Nubie (actuel Soudan), pour s'installer sur les hauts-plateaux camerounais.
Au nord, la civilisation des Saos, encore mal connue, se développe dans le bassin du lac Tchad.

### États, cultures, royaumes, empires d'Afrique
La région du lac Tchad passe au XVIe siècle sous le contrôle de l'empire de Kanem-Bornou. Le premier état connu des historiens dans la région est celui du Kanem, qui se développe autour du lac Tchad à partir du IXe siècle. Il devient musulman au XIe siècle et atteint son apogée à la fin du XVIe et au XVIIe siècle. Il impose sa souveraineté à la majeure partie du territoire camerounais. Mais il se heurte sans cesse à la résistance des peuples et des petits royaumes camerounais (notamment les royaumes kotoko et mandara).		
À la fin du XVIe siècle, la grande vague migratoire des Peuls (ou Foulbés, du peul, Fulɓe), peuple de pasteurs nomades qui se déplacent d'ouest en est depuis le Macina, atteint le lac Tchad. Au siècle suivant, les Peuls s'implantent dans l'Adamaoua actuel, contribuant à la diffusion de l'islam. Ils s'organisent en petits États théocratiques musulmans, dirigés par un lamido, à la fois chef politique et spirituel.
Le Royaume bamoun est fondé à la fin du XVIe siècle et prend son essor sous le règne de Mboumbouo Mandù, à la fin du XVIIIe siècle, qui étend son territoire par la force des armes. Il s'emploie ensuite à consolider son pouvoir.
Au début du XIXe siècle, les États musulmans étendent et consolident leur pouvoir.
En 1804, Ousman dan Fodio et les Peuls du Nigeria lancent une guerre sainte contre les Haoussas, afin d'étendre le royaume toucouleur. Forts de cet exemple, les Peuls du Sud rallient leur cause et propagent le djihad dans leur région. Modibbo Adama (1786-1847), chef des Peuls du sud, prend le titre de Cheikh et les plateaux du Sud islamisés prennent le nom d'Adamaoua : massif de l'Adamaoua, émirat de l'Adamaoua (1809-1903), région de l'Adamaoua (1983-). Leur capitale, Yola, se trouve sur la Bénoué. Le lamido Adama meurt en 1847.
Le royaume bamoun doit lutter contre l'expansion peule.

### Afrique et Europe: duXVIeauXIXesiècle
À la recherche de la route des Indes, les Portugais arrivent sur les côtes en 1472. Étonné par le nombre de crevettes, le navigateur Fernando Pó  baptise le pays « Rio dos Camaroes» ce qui veut dire "rivière des crevettes" (l'estuaire du Wouri).
Vers 1532 la traite des Noirs se met en place notamment avec la collaboration des Doualas.
Les Européens n'y fondent cependant pas d´établissements permanents comme Luanda ou Saint-Louis à cause des côtes marécageuses, difficiles d'accès et infestées de malaria.
Au XVIIIe siècle arrivent les pasteurs peuls ou (Foulbe) venus de l'ouest, qui refoulent les Kirdis et les Massas de la plaine du Diamaré, entre Logone et Bénoué.
Ils islamisent les plateaux du Sud.
Leur chef, Ousman dan Fodio, envoie son guerrier Adam islamiser les plateaux du Sud, rebaptisé Adamaoua.
Il est stoppé par le Royaume bamoun. Celui-ci s'islamise sous l'impulsion du roi Njoya (1876-1933), qui reste célèbre pour l'alphabet composé d'idéogrammes qu'il crée et pour la carte du pays qu'il fait établir.
- vers 750 : fondation du Royaume du Kanem-Bornou (750-1900).
- vers 1380 : fondation du Royaume bamoun (1384-1884), dont la capitale historique est Foumban.
- vers 1400 : fondation du Royaume de Bandjoun ou Djo ou  La'djo (actuel Koung-Khi).
- vers 1450 : fondation du Royaume Mandara (v. 1450-1902).
- 1809 : fondation de l'Émirat de l'Adamaoua (1809-1903).
- 1827 : exploration anglaise du Cameroun et du Biafra.
- 1845 : début de l'évangélisation par la Société missionnaire baptiste de Londres.
- 1847 : mort de Modibbo Adama, monarque de Yola ; la capitale de l'Adamaoua, Yola, se trouve alors sur la Bénoué. Le Royaume bamoun doit lutter contre l'expansion peule.
- 1868 : installation de négociants allemands.
- 1884 : les Doualas signent un traité d'assistance avec l'Allemagne, celle-ci proclame sa souveraineté sur le Kamerun.
- 1890 : installation de la Societas Apostolus Catholici (évangélisation).

## Époque coloniale

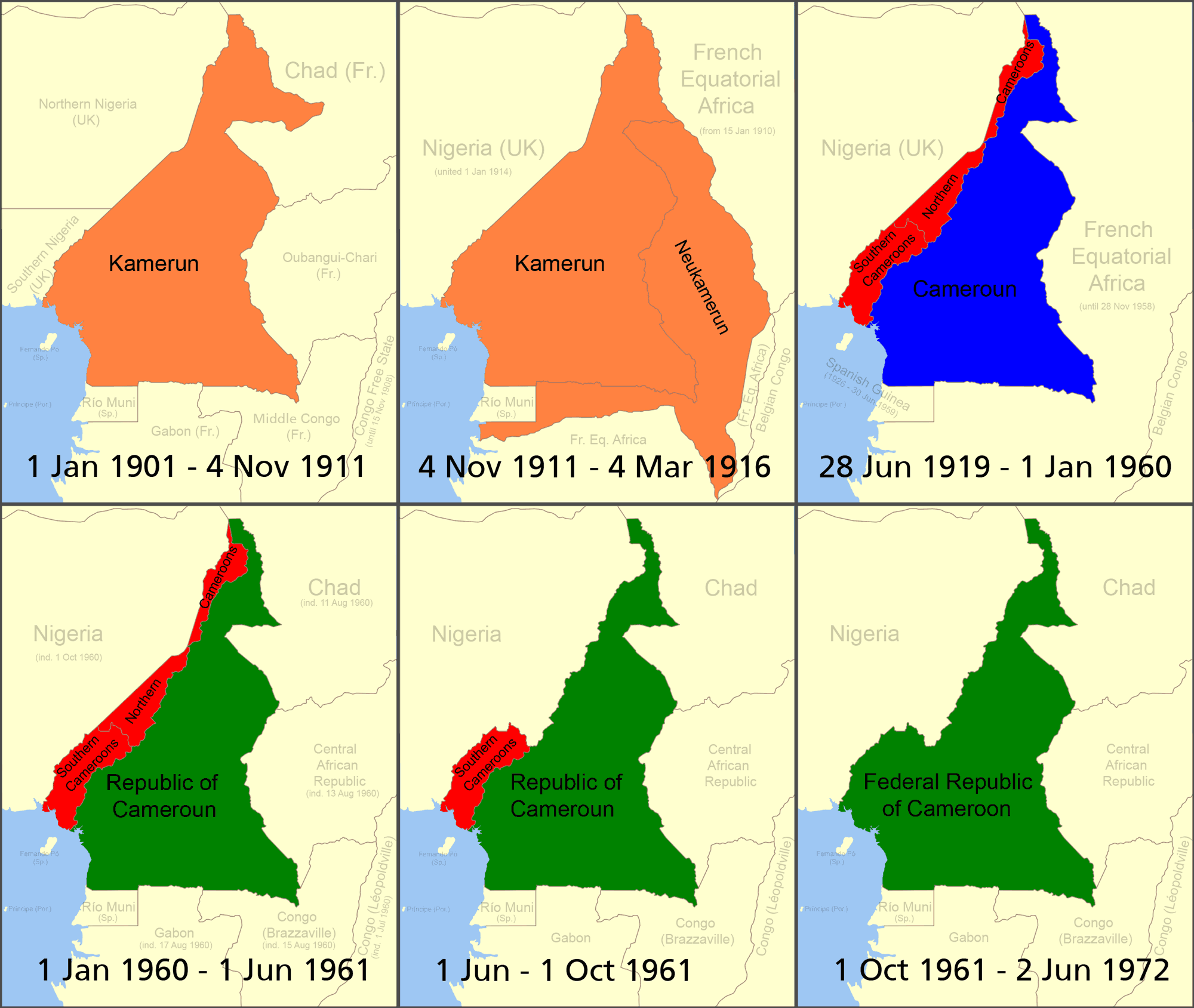
La construction de l'État camerounais :
Cameroun allemand
Cameroun britannique
Cameroun français
République du Cameroun

En 1845, des missionnaires baptistes britanniques s'installent au Cameroun, qui entre de fait dans la zone d'influence de la Grande-Bretagne. Mais cela ne dure pas très longtemps : en 1868 un comptoir allemand est ouvert près de Douala par Carl Woermann, un marchand de Hambourg.

### Colonisation allemande (1884-1919)
- Kamerun

Heinrich Barth et Gustav Nachtigal sont les précurseurs.
La colonisation allemande commence en 1884 avec la signature en juillet d'un traité entre les rois Bell et King Akwa et  les representants des firmes Hambourgeoises, Johanness Vogt, représentant de la  firme Jantsen and Thormälen et Edward S., représentant de la firme Woermann. Le protectorat s'étend du lac Tchad au nord aux rives de la Sangha au sud-est. La ville de Buéa au pied du mont Cameroun en devient la capitale avant que celle-ci ne soit transférée à Douala en 1908. En 1911, un accord franco-allemand étend les possessions allemandes à certains territoires de l'Afrique-Équatoriale française.
L'Allemagne est en particulier intéressée par le potentiel agricole du Cameroun et confie à de grandes firmes le soin de l'exploiter et de l'exporter. Le chancelier Bismarck définit l'ordre des priorités comme suit : le marchand d'abord, le soldat ensuite. Ce serait en effet sous l'influence de l'homme d'affaires Adolph Woermann, dont la compagnie a implanté une maison de commerce à Douala, que Bismarck, d’abord sceptique sur l’intérêt du projet colonial, s'est laissé convaincre. De grandes compagnies commerciales allemandes (Woermann, Jantzen und Thoermalen) et compagnies concessionnaires (Sudkamerun Gesellschaft, Nord-West Kamerun Gesellschaft) s'implantent massivement dans la colonie. Laissant les grandes compagnies imposer leur ordre, l'administration se contente de les épauler, de les protéger, et de tenter d'éliminer les rébellions indigènes.

### Colonisation française (1919-1960)

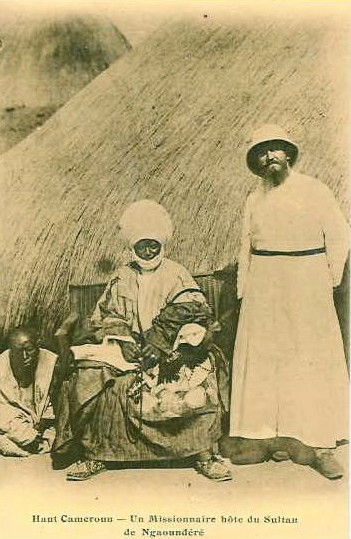
Missionnaire français avec le sultan de Ngaoundéré en 1920.

Après la Première Guerre mondiale, pendant laquelle le Cameroun est conquis par les forces franco-britanniques, la colonie allemande est partagée en deux territoires lors d'une rencontre entre les généraux francais et britanniques le 4 mars 1916 à Londres, où une partie est confiée à la France pour les quatre cinquièmes, à l'est et l'autre au Royaume-Uni pour le cinquième restant, à l'ouest, entériné par des mandats de la Société des Nations (SDN) en 1922. Pendant les vingt premières années, la France s'emploie notamment à liquider les rébellions de populations Kirdi dans le nord du Cameroun. Si la pacification de cette région s'accompagne de massacres et de pillages récurrents, la France, à la différence de l'Allemagne, pratique aussi une politique d'assimilation à l'instar de ce qui se passe dans ses autres colonies.
L'administration française, réticente à rétrocéder aux compagnies allemandes leurs possessions d'avant guerre, en réattribue certaines à des compagnies françaises. C'est notamment le cas pour la Société financière des caoutchoucs, qui obtient des plantations mises en exploitation pendant la période allemande et devient la plus grande entreprise du Cameroun sous mandat français.
La France ordonne la construction de routes, pour relier les principales villes entre elles, ainsi que diverses infrastructures telles que des ponts et des aéroports. La ligne de chemin de fer Douala-Yaoundé, commencée sous le régime allemand, est achevée sous la supervision  d'ingénieurs français. Des milliers d'ouvriers sont déportés de force vers ce chantier pour y travailler cinquante-quatre heures par semaine. Les ouvriers souffrent également du manque de nourriture et de la présence massive de moustiques. En 1925, le taux de mortalité sur le chantier s'élève à 61,7%. Les autres chantiers ne sont cependant pas aussi meurtriers, bien que les conditions de travail y soient généralement très dures.
Le Cameroun français se rallie à la France libre en août 1940 au sein de l'Afrique française libre. Le système instauré par la France libre s'apparente à une dictature militaire. Leclerc instaure l'état de siège sur tout le territoire et abolit presque toute liberté publique. L'objectif est de neutraliser tout sentiment potentiellement indépendantiste ou de sympathie pour l'ancien colonisateur allemand. Les indigènes connus pour leur germanophilie sont exécutés en place publique. En 1945, le pays est placé sous tutelle de l'ONU. Malgré cela, il devient en 1946 un «territoire associé» de l'Union française.
Après la Seconde Guerre mondiale, deux évènements accélèrent le développement d'un sentiment nationaliste et anticolonial. En septembre 1945, à Douala, des colons ouvrent le feu sur une manifestation de grévistes, la faisant dégénérer en émeute. Les affrontements s'étendent et un avion sera même utilisé pour mitrailler les émeutiers. Officiellement, selon les autorités coloniales, le bilan serait de 8 morts et 20 blessés, mais selon l'historien Richard Joseph, ce bilan serait très inférieur à la réalité et les morts se compteraient en dizaines. Le second évènement majeur est la création du Rassemblement démocratique africain à Bamako en septembre 1946, auquel participent des militants camerounais comme Ruben Um Nyobe.

#### Jean-Joseph David au Haut-Nyong (1939-1943)
Le médecin colonial Jean-Joseph David (1900c-1969) est en poste au Haut-Nyong de 1939 à 1943, à la direction de la « région médicale » du Haut-Nyong, avec les pleins pouvoirs, avec comme centre Ayos.
Secondé par cinq médecins, il y mène un gouvernement par la médecine, contre la maladie du sommeil (en résurgence malgré le travail d'Eugène Jamot dans cette même région), et pour l'exploitation du latex et du rutile. Il y reconduit son expérience de médecin-résident à Wallis des années 1933-1938,,.
Les cinq autres médecins sont Henri Koch (à Messamena), Eugène Pape (à Abong-Mbang), Fernand Gailhbaud, Sylvain Lagarde et le capitaine Giraud. La superficie du territoire équivaut à celle de la Suisse ou de la région Rhône-Alpes.
Les travaux d'Eugène Jamot (1879-1937) et de ses équipes (et ceux de leurs prédécesseurs allemands) sont repris, avec les hypnoseries, cantonnements sanitaires pour les populations atteintes de maladie du sommeil (trypanosomiase africaine), ou sommeilleux.
Les léproseries, ou colonies agricoles de lépreux, la lèpre n'étant pas (ou plus) une maladie prioritaire, sont déléguées aux missionnaires, de même que le traitement du pian, du paludisme, de la filariose ou de la syphilis.
La région se revendique expérience d'hygiène intensive et de développement local (relèvement rural à la française) : protocoles expérimentaux, formation d'infirmiers et de médecins locaux (et de moniteurs  agricoles et d'aides-surveillants), écoles, aménagements divers, routes, villages-modèles, sport, petit cheptel, cacao, margousier (arbre neem), etc. L'obligation de planter 500 pieds de cacaoyers par individu (puis de café) peut et doit se comprendre comme incitation à une production personnelle et à la création d'une société de petits planteurs indépendants : « l'émergence de communautés villageoises fixées dans l'espace, productives, imposables et contrôlables reste l'objectif auquel aspirent ensemble médecins et administrateurs » (Lachenal, p. 131).
Une interprétation totalitaire est également possible, même pour un tel territoire périphérique : le système David (David l'Empereur, façon colonel Kurtz (du roman Au cœur des ténèbres (1899)) devient « le mauvais rêve des missionnaires » (avec leurs sixa, sisters schools, ou écoles de fiancées) et surtout des entrepreneurs coloniaux (grandes plantations de café, chantiers routiers, forestiers, caoutchouc, huile de palme, minerais (rutile)). L'expérience manque vite de personnels formés, de médicaments, de crédits ; elle est stoppée en 1947. Et Jean Joseph David, après Alger, Belfort, Dachau, Mainau, Reichenau, Fréjus, Abidjan, Saïgon, prend une retraite anticipée en 1955 et travaille ensuite comme délégué médical pour une petite entreprise pharmaceutique. Seul Henri Koch semble avoir été plus efficace à son poste (« il a beaucoup travaillé ici »).
L'hygiénisme des années 1920-1930 a vu se développer de nombreux projets-pilotes : Mraclin (vers Zagreb, Yougoslavie), Tsing Hien (Chine), Pholela (Natal, Afrique du Sud), The Anchau Experiment ou Takalafiya (Nigeria), Purwokerto (Java, Indonésie), Fordlândia (Pará, Brésil) : utopie, utopie concrète, phalanstère, colonie, société agricole, kibboutz, cité-jardin et plus souvent contre-utopie (dystopie, puis ville fantôme) ou État client.

#### Années 1945-1960: vers l'indépendance

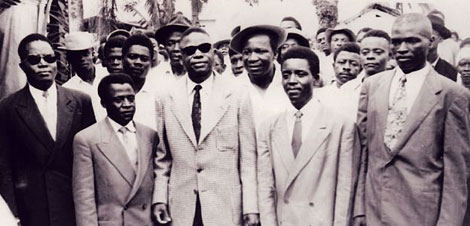
Les leaders de l'UPC.

Le gouvernement Georges Bidault crée par décret du 25 octobre 1946 la première assemblée représentative du Cameroun. Puis la France place le Cameroun dans une perspective d'indépendance en proposant sa mise sous tutelle des Nations Unies, qui est votée par l'Assemblée Générale de l'ONU le 13 décembre 1946.
Le 10 avril 1948, l'Union des Populations du Cameroun (UPC), un mouvement nationaliste, est fondée par 12 personnes (Jacques Ngom, Charles Assalé, Guillaume Hondt, Joseph Raymond Etoundi, Leopold Moumé-Etia, George Yemi, Theodore Gosso, Guillaume Bagal, Leornard Bouly, Emmanuel Yap, Jacques René Bidoum et Henry Manga Mado), dont Ruben Um Nyobe prendra la direction par la suite. En mai 1955, les arrestations de militants indépendantistes sont suivies d'émeutes dans plusieurs villes du pays. La répression fait plusieurs dizaines (l'administration française en recense officiellement vingt-deux, bien que des rapports secrets en reconnaissent beaucoup plus) ou centaines de morts. L'UPC est interdite et près de 800 de ses militants sont arrêtés, dont beaucoup seront battus en prison. Recherchés par la police, des militants de l'UPC se réfugient dans les forêts, où ils forment des maquis, ou au Cameroun britannique voisin. Les autorités françaises répriment ces événements, et procèdent à des arrestations arbitraires. Le parti reçoit le soutien de personnalités comme Gamal Abdel Nasser et Kwame Nkrumah et l'action de la France est dénoncée à l'ONU par les représentants de pays comme l'Inde, la Syrie et l'Union soviétique.
Une insurrection éclate chez les bassa dans la nuit du 18 au 19 décembre 1956 soit quelques jours avant la tenue des législatives du 23 décembre : plusieurs dizaines de personnalités hostiles à l'UPC sont assassinées ou enlevées, des ponts, des lignes téléphoniques et d'autres infrastructures sont sabotées. L'UPC clandestine appellant au boycott et à la violence, des bureaux de vote sont attaqués, deux candidats sont assassinés. Des unités de la garde camerounaise répriment violemment ces évènements ce qui entraîne le ralliement des paysans aux maquis. Plusieurs maquis de l'UPC sont constitués avec ses « généraux » et ses « capitaines » à la tête de « régiments » (150-200 guérilleros) et « bataillons » (50 guérilleros). L'armement est très sommaire : quelques fusils et pistolets dérobés, mais essentiellement des machettes, gourdins, arcs et flèches. Pour isoler la rébellion de la population civile Bassa, suspectée d’être particulièrement indépendantiste, cette dernière est déportée vers des camps situés le long des principaux axes routiers. Le général Lamberton, responsable des forces françaises, ordonne : « Toute case ou installation subsistant en dehors des zones de regroupement devra être entièrement rasée et leurs cultures avoisinantes saccagées. » Les villageois sont soumis au travail forcé pour le compte de la société Razel, notamment dans la construction de routes. Les Bassa vivant en ville sont expulsés vers leur région d'origine pour éviter que le « virus de la contestation » ne se propage.
L'Assemblée territoriale est élue au suffrage universel et avec un collège unique pour la première fois en décembre 1956 mais seules des formations sélectionnées par les autorités peuvent y participer. André-Marie Mbida est choisi par Pierre Messmer comme premier ministre en mai 1957 et Ahmadou Ahidjo est nommé premier ministre adjoint. Il est remplacé par Ahmadou Ahidjo en février 1958, qui voit le processus d'indépendance progresser grâce à la conjonction de plusiers facteurs à partir de cette date : le ralliement de nombreux opposants, le succès de la répression des maquis et le ralliement de l'ONU aux positions françaises.
Afin d'achever le processus d'indépendance, la France saisit le Conseil de Tutelle de l'ONU qui débat très favorablement en février, avant de voter de même le 12 mars. La résolution d'indépendance (numéro 1349) et celle sur l'organisation de plébiscites en vue de la réunification (numéro 1350) sont adoptées massivement et avec l'abstention des opposants.

### Colonisation britannique (1919-1961)

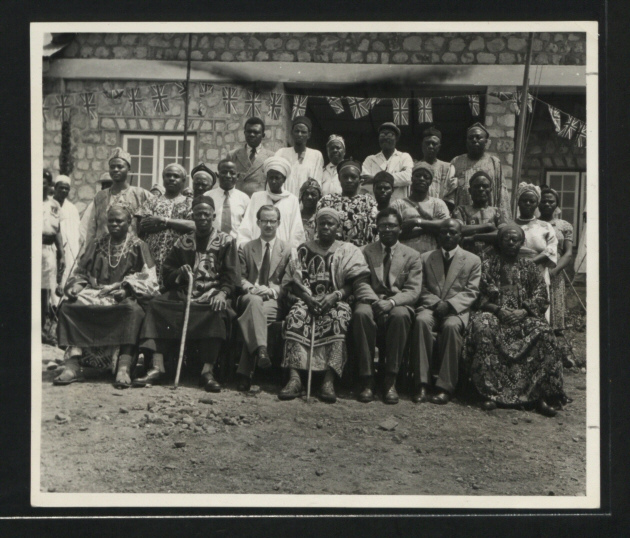
Le premier Premier ministre du Cameroun méridional, Dr Emmanuel Mbela Lifafe Endeley (premier rang, troisième à partir de la droite) à Bamenda en 1958.

Après la Première Guerre mondiale, pendant laquelle le Cameroun est conquis par les forces franco-britanniques, la colonie allemande est partagée en deux territoires lors d'une rencontre entre les généraux francais et britanniques le 4 mars 1916 à Londres, où une partie est confiée à la France pour les quatre cinquièmes, à l'est et l'autre au Royaume-Uni pour le cinquième restant, à l'ouest, entériné par des mandats de la Société des Nations (SDN) en 1922. Le Royaume-Uni applique le régime de l'indirect rule.
L'administration britannique divise administrativement le Cameroun britannique en deux régions, le Cameroun septentrional (Northern Cameroons) et le Cameroun méridional (Southern Cameroons). Le Cameroun septentrional se composait de deux sections non contiguës, divisées par un point de rencontre entre les frontières du Nigeria et du Cameroun, et était administré comme une partie de la région du nord du Nigeria. Le Cameroun méridional était administré comme une province de l'est du Nigeria. Au Cameroun britannique, de nombreux administrateurs allemands ont été autorisés à diriger les plantations de la zone côtière méridionale après la Première Guerre mondiale. Une publication parlementaire britannique intitulé Report on the British Sphere of the Cameroons, rapporte que les plantations allemandes étaient « dans l'ensemble... de merveilleux exemples d'industrie, basés sur de solides connaissances scientifiques. Les indigènes ont appris la discipline et ont pris conscience de ce que l'industrie peut accomplir. Un grand nombre de ceux qui retournent dans leurs villages se lancent dans la culture du cacao ou d'autres plantes pour leur propre compte, augmentant ainsi la prospérité générale du pays ». Dans les années 1930, la population blanche est encore composée majoritairement d'Allemands, dont la plupart sont internés dans des camps britanniques à partir de juin 1940. La population autochtone a montré peu d'intérêt à se porter volontaire pour les forces britanniques pendant la Seconde Guerre mondiale ; seuls 3 500 hommes l'ont fait.
Lorsque la Société des Nations a cessé d'exister en 1946, le Cameroun britannique a été reclassé comme territoire sous tutelle de l'ONU, conflié au Conseil de tutelle de l'ONU, mais demeure sous administration britannique. Le 12 juin 1946, les Nations unies ont approuvé les accords de tutelle pour que le Cameroun britannique soit gouverné par le Royaume-Uni.
En juin 1957, le militant indépendantiste Ndeh Ntumazah fonde le One Kamerun, considéré comme la branche anglophone de l'Union des populations du Cameroun (UPC). Les autorités britanniques collaborent toutefois avec les autorités françaises, malgré leur animosité réciproque, dans la répression des militants upécistes réfugiés en zone britannique. Isaac Tchoumba Ngouankeu, l'un des leaders de l'UPC, est ainsi livré à l'administration française. En avril 1957, des commandos français pénètrent secrètement (sans en avoir averti les Britanniques) dans un siège de l'UPC, incendient les bâtiments et exécutent plusieurs militants.

#### Référendum (1961)
Un référendum est organisé par l'ONU le 11 février 1961 laissant deux choix aux populations locales : se rattacher au Nigeria ou se rattacher au Cameroun.

## Indépendance (1960)

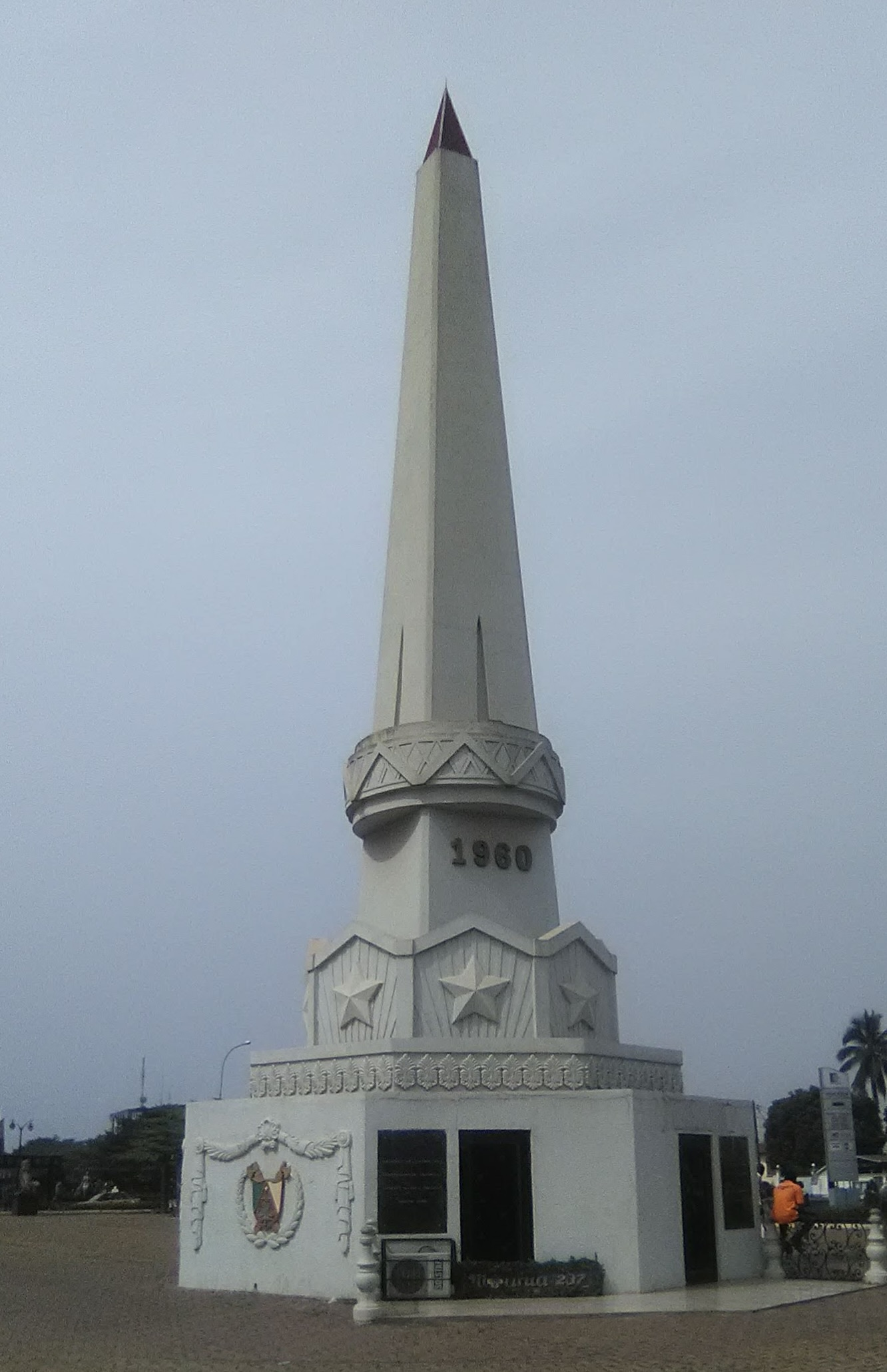
Monument de l'indépendance à Yaoundé.

Le Cameroun français acquiert son indépendance le 1er janvier 1960 et prend le nom de République du Cameroun. Les élections sur l'ancien territoire sous tutelle française sont entachées par des émeutes ethniques, notamment en pays bamiléké. Les différentes ethnies réclament chacune leur indépendance. Le premier président du Cameroun est Ahmadou Ahidjo (1924-1989) – Peul musulman du Nord – qui était Premier ministre depuis 1958. Dès son arrivée au pouvoir, Ahidjo favorise son ethnie, les Peuls (ou Foulbés) (politique, emploi, formation). Ahidjo est invité et reçu par le Président John Fitzgerald Kennedy aux États-Unis en 1962.
Pendant les premières années du régime, l'ambassadeur français, Jean-Pierre Bénard, est parfois considéré[Par qui ?]comme le véritable « président » du Cameroun[réf. souhaitée]. Cette indépendance est en effet largement théorique, puisque des « conseillers » français sont chargés d'assister chaque ministre, et disposent de la réalité du pouvoir[réf. nécessaire]. Le gouvernement gaulliste préserve son ascendant sur le pays à travers la signature « d'accords de coopération » touchant à tous les secteurs de la souveraineté du Cameroun. Ainsi, dans le domaine monétaire, le Cameroun conserve le franc CFA et confie sa politique monétaire à son ancienne puissance tutrice. Toutes les ressources stratégiques sont exploitées par la France[réf. nécessaire], des troupes françaises sont maintenues dans le pays, et une grande partie des officiers de l'armée camerounaise sont Français[réf. nécessaire], y compris le chef d'état-major.
Lors de son accession à l'indépendance, en 1960, le Cameroun se dote d'une Constitution à vocation pluraliste, qui prévoyait le multipartisme. Cette constitution est, à peu de chose près, similaire à la constitution française. La France, « gendarme » des États-Unis, se fait l'apôtre des idées libérales face à la menace communiste. Dès le début des années 1960, les autorités accumulent les dispositions légales, leur permettant de s’affranchir de l’État de droit : prolongation arbitraire des gardes à vue, interdiction des réunions et rassemblements, soumission des publications à la censure préalable, restriction de la liberté de circulation à travers l'établissement de laissez-passer ou du couvre-feu, interdiction pour les syndicats de lancer des souscriptions[réf. nécessaire]. Toute personne accusée de « compromettre la sécurité publique » se voit privée d'avocat et ne peut faire appel du jugement prononcé. Les condamnations aux travaux forcés à perpétuité ou à la peine capitale — les exécutions peuvent être publiques — se font ainsi nombreuses. Un régime à parti unique est instauré en 1966.

## Réunification (1961)

Monument de la réunification à Yaoundé.

Le Cameroun se réunifie le 1er octobre 1961 à la suite d'un référendum au terme duquel une partie du Cameroun britannique, le Cameroun méridional choisit de se rattacher au pays. Cette réunification est partielle, étant donné que l'autre partie du Cameroun britannique, le Cameroun septentrional vote pour son rattachement au Nigeria.
La réunification du Cameroun méridional avec la République du Cameroun instaure une république fédérale, avec à sa tête Ahmadou Ahidjo, président fédéral, et John Ngu Foncha, vice-président. Le Cameroun méridional et la République du Cameroun deviennent deux États fédérés. Le Cameroun méridional devient le Cameroun occidental et la République du Cameroun devient le Cameroun oriental.
Le 11 novembre 1961, Ahmadou Ahidjo invite les autres partis de l'Assemblée à rejoindre l'UC pour fonder un parti unique camerounais afin de développer la société et l'économie camerounaises : « Je dis tout de suite qu’il est souhaitable qu’au Cameroun il y ait un grand parti unifié. En tout cas, moi, je le souhaite personnellement après une entente entre les différents partis qui existent. Un grand parti national unifié au sein duquel entreraient librement, après être convaincus, les Camerounais. Un parti au sein duquel existe une démocratie, la liberté d’expression, la liberté de discussion ; un parti au sein duquel peuvent exister plusieurs tendances, étant entendu que la minorité se rallie aux avis de la majorité ». L'Union des populations du Cameroun de Théodore Mayi-Matip, le Parti socialiste camerounais de Charles Okala et le Parti des démocrates camerounais de André-Marie Mbida refusent à la dérive autoritaire[non neutre] du Président.
Le 27 avril 1962, John Ngu Foncha et Ahmadou Ahidjo forment le « Groupe d’unité nationale » qui comprend tous les députés de l'Assemblée fédérale et le Comité de coordination UC-KNDP dont le but est d'éliminer le pluralisme politique dans les deux États fédérés.

## Révolte (1964) et répression
En avril 1964, Marguerite Mbida, épouse de André-Marie Mbida, se présente comme tête de liste du PDC aux élections législatives d’avril 1964. Le PDC est le seul parti politique à se présenter à ces élections. Les responsables politiques camerounais de cette époque sont tous soit en exil soit en prison. Les électeurs du PDC descendent dans la rue pour protester contre les fraudes. Le gouvernement fait alors intervenir la gendarmerie dans les villages, et les protestataires sont massivement déportés vers les camps de concentration[réf. nécessaire]de Mantoum, Tcholliré et Mokolo.
L’État camerounais de l'autorité Harold poursuit la lutte contre l'UPC et sa branche armée, l'Armée de libération nationale du Kamerun (ALNK). Il passe des accords de défense avec la France : « des personnels français sont chargés de procéder à l'organisation, à l'encadrement et à l'instruction des forces armées camerounaises ». De violentes émeutes ensanglantèrent le pays Bamiléké et la région Bassa.

### Polémique sur le nombre de victimes
Les avis diffèrent sur le nombre de victimes.
En 2001, l'écrivain camerounais Mongo Beti indique :
« Les estimations varient d'un plancher de soixante mille morts, chiffre brandi par les dirigeants officiels, à quatre cent mille, statistique revendiquée par les dirigeants nationalistes radicaux. C'est bien connu, les bourreaux minimisent, les victimes maximalisent. ».
L'historien Marc Michel indique que l'essentiel des combats a eu lieu après l'indépendance. Il estime que « plus vraisemblablement, la guerre a fait plusieurs dizaines de milliers de morts, principalement des victimes de la "guerre civile", après l’indépendance ». Pour l'historien Bernard Droz, auteur d'un ouvrage sur la décolonisation, les évènements de la période 1955-1959 ont fait de l'ordre d'une dizaine de milliers de morts. Les manuels scolaires d'histoire camerounais parlent eux d'« une rude répression ».

## Époque contemporaine (1972-)
En 1972, la république fédérale est remplacée par un État unitaire. Le Cameroun devient un pays producteur de pétrole en 1977. Prétendant vouloir faire des réserves pour les temps difficiles, les autorités gèrent les recettes pétrolières « hors budget » dans la plus totale opacité (les fonds sont placés sur des comptes parisiens, suisses et new-yorkais). Plusieurs milliards de dollars sont ainsi détournés au bénéfice de compagnies pétrolières et de responsables du régime. L'influence de la France et de ses 9 000 ressortissants au Cameroun reste considérable. La revue African Affairs note au début des années 1980 qu'ils « continuent à dominer presque tous les secteurs clés de l'économie, à peu près comme ils le faisaient avant l'indépendance. Les ressortissants français contrôlent 55 % du secteur moderne de l'économie camerounaise et leur contrôle sur le système bancaire est total.

### Présidence de Paul Biya (1982-)
C'est seulement en novembre 1982 qu'Ahidjo démissionne, officiellement pour « raisons de santé », et est remplacé par son ancien Premier ministre, Paul Biya (1933-), chrétien du Sud.
Il regrette son choix ultérieurement. À la suite d'un coup d'État manqué de la part de ses partisans, il est contraint à l'exil en 1984. La répression vise particulièrement les régions du Nord, où des centaines de personnes sont tuées. Cette révolution de palais met ainsi fin à un régime auquel un haut magistrat reprocha par la suite l'« hypertrophie du pouvoir exécutif, renforcé par le monopartisme envahissant, et [l']atrophie de tous les contrepoids, pour ne pas dire tout court [l']absence de contrepoids ». Le président Biya tente alors d'affermir son pouvoir en renouvelant totalement les cadres et les structures du parti unique, rebaptisé en 1985 Rassemblement démocratique du peuple camerounais. Il réussit même à y rallier quelques opposants « de l'intérieur ». L'ouverture est marquée, également, lors des élections municipales d'octobre 1987 : des élections pluralistes dans le cadre du parti unique. Quelques mois plus tard, Biya est réélu président, tandis que la quasi-totalité des députés sont battus par des nouveaux venus lors des législatives.
Seul candidat, Paul Biya est élu président en 1984 et 1988. Il adopte un plan d’ajustement structurel qui lui est présenté par le Fonds monétaire international (FMI) et la Banque mondiale : privatisation, ouverture à la concurrence, réduction des dépenses sociales, etc. Les salaires des fonctionnaires sont réduits de 60 %, le secteur informel augmente très significativement, mais les classes dirigeantes ne sont pas affectées par ce programme. Au début des années 1990, à la suite d'opérations de désobéissance civile, baptisées « Villes mortes », et d'émeutes, il accélère la mise en œuvre du multipartisme. Il supprime la législation « contre-subversive » instaurée par son prédécesseur, restaurant ainsi la liberté d’association, et permet à une presse indépendante de commencer à paraître. Cette démocratisation à ses limites : le gouvernement continue d'avoir recours aux fraudes électorales et instrumentalise les appareils judiciaire et policier contre l'opposition.
Des affrontements violents à Yaoundé mettent aux prises étudiants et policiers dès décembre 1987 et, la situation économique empirant, de nouveaux troubles sociaux éclatent à partir de 1989. Le 3 décembre 1990, l'Assemblée nationale adopte une série de lois destinées à contrôler la création de nouveaux partis, alors que la Constitution prévoyait explicitement le multipartisme intégral. Plusieurs partis « proches du pouvoir » se font ainsi reconnaître sans problèmes, mais la plupart des partis d'opposition, dans le pays ou en exil, refusent de cautionner ce « multipartisme sous contrôle ».
Le régime de Paul Biya est proche du gouvernement français, qui lui livre des armes et forme ses forces de répression. La France est le premier investisseur étranger, devant les États-Unis. Cent cinq filiales françaises sont implantées dans tous les secteurs-clés (pétrole, bois, bâtiment, téléphonie mobile, transport, banque, assurance, etc.). En février 2008, des émeutes éclatent, réclamant la baisse des prix et le départ de Paul Biya. Les manifestants sont sévèrement réprimés : une centaine de morts, des milliers d’arrestations.
Le projet de Paul Biya de modifier la Constitution en février 2008 donne lieu à des manifestations brutalement réprimées ; une centaine de personnes est tuée.

#### Crise socio-politique et conflit armé dans les régions anglophones (depuis 2016)
En novembre 2016, des enseignants déplorent la nomination de francophones dans les régions anglophones du Nord-Ouest et du Sud-Ouest, et des juristes rejettent la suprématie du droit romain sur la common law anglo-saxonne. La majorité des leaders de la contestation appellent à un retour au fédéralisme, tandis qu'une minorité réclame l'indépendance et la proclamation d'un nouvel État, « l'Ambazonie ». Le pouvoir exécutif, dirigé par Paul Biya et son Premier ministre anglophone, Philémon Yang refusent d'accepter ces deux exigences. Dès décembre 2016, les manifestations en zone anglophone, réprimées par les forces de l'ordre, font les premiers morts parmi les civils. D'autres suivront lors de manifestations, durement réprimées par les forces de l'ordre.
Le 17 janvier 2017, plusieurs leaders anglophones à l'origine des manifestations sont arrêtés et inculpés d'« actes de terrorisme ». Paul Biya abandonne les poursuites en août. Entre janvier et mars, Internet est coupé dans les régions anglophones. Le 1er octobre, au moins 17 personnes sont tuées lors d'une proclamation symbolique d'indépendance par les séparatistes. Fin 2017, une frange séparatiste radicale de la minorité anglophone, prend les armes. Dispersée en plusieurs groupes, elle attaque les forces de sécurité et les symboles de l'État, comme les écoles, qu'ils incendient. Ils enlèvent également des policiers, des fonctionnaires et des hommes d'affaires, parfois étrangers. En 2018, les combats entre soldats et séparatistes deviennent quasi-quotidiens, faisant 170 morts parmi les forces de sécurité et « au moins 400 civils » selon le centre d'analyse International Crisis Group (ICG). Environ 200 000 personnes ont été contraintes à fuir de chez elles. En janvier 2018, le Nigéria compte entre 7 000 et 30 000 réfugiés liés au conflit et à la répression qui ont suivi cette déclaration d'indépendance. Le 5 janvier 2018, des membres du gouvernement intérimaire de l'Ambazonie, dont le président Sisiku Julius Ayuk Tabe, sont arrêtés au Nigeria et déportés au Cameroun. Ils y sont arrêtés et passent 10 mois dans un quartier général de gendarmerie avant d’être transférés dans une prison à sécurité maximale de Yaoundé. Un procès débute en décembre 2018. Le 4 février 2018, il a été annoncé que Samuel Ikome Sako deviendrait le président par intérim de la République fédérale d'Ambazonie, succédant temporairement à Tabe. Sa présidence a vu l'escalade du conflit armé et son extension dans toutes les régions anglophones. Le 31 décembre 2018, Samuel Ikome Sako déclare que 2019 verrait le passage d'une guerre défensive à une guerre offensive et que les séparatistes s'efforceraient d'obtenir une indépendance de facto sur le terrain. Le 20 août 2019 au matin le tribunal militaire de Yaoundé condamne Julius Ayuk Tabe et neuf autres de ses partisans à la réclusion criminelle à vie.
Paul Biya est réélu pour un septième mandat en 2018, dans un scrutin dont la régularité est contestée par l'opposition. Il lance un « Grand dialogue national » en 2019. Aucune avancée décisive n'en ressort sur le conflit dans les régions anglophones. Paul Biya fait libérer des détenus ; les dirigeants du mouvement restent en prison.
Les élections législatives et municipales du 9 février 2020 entraînent un regain de violence dans les régions anglophones du Cameroun, autour de la tentative d'indépendance de l'Ambazonie. Les groupes armés séparatistes promettent des représailles à ceux qui iraient voter, en réaction le gouvernement central du Cameroun augmente ses effectifs militaires dans la zone. Dans les deux semaines précédant les élections, selon Human Rights Watch, les rebelles séparatistes enlèvent plus d'une centaine de personnes dans les deux régions anglophones, tandis que les forces de sécurité commettent de nombreux abus de pouvoir. Le 7 février 2020, c'est  depuis sa cellule à la prison centrale de Yaoundé que Sisiku Julius Ayuk Tabe, président du gouvernement intérimaire d’Ambazonie, déclare, qu’ils sont plus que jamais engagés dans une indépendance totale ou une résistance à jamais.
Les violences se poursuivent après les élections. Ainsi, le 16 février 2020, 22 civils dont 14 enfants et 1 femme enceinte sont massacrés à Ntumbaw, un village du Nord-Ouest. L'opposition camerounaise (surtout le Mouvement pour la renaissance du Cameroun) et les ONG locales accusent l'armée et le gouvernement d'avoir perpétré le massacre, dans un contexte de répression de la tentative de sécession de l'Ambazonie.
Le 21 avril 2020, le régime camerounais admet sa responsabilité, expliquant que l'armée et un groupe d'autodéfense allié avaient attaqué des indépendantistes, tuant cinq d'entre eux, puis s'étaient rendu compte que leur assaut avait également tué accidentellement les femmes et les enfants, et avaient alors décidé de déclencher l'incendie pour tenter de masquer leurs faits.
Le 2 juillet 2020, déjà très impliquée lors de la tenue des assises du « grand dialogue national », l'Église catholique a de nouveau joué les facilitateurs lors de la prise de contact entre les séparatistes anglophones emprisonnés à Yaoundé et des émissaires du gouvernement. C'est d'ailleurs au centre épiscopal de Mvolyé, dans la capitale camerounaise, que cette rencontre s'est tenue. Pour l'occasion, Julius Ayuk Tabé, le président autoproclamé de l'Ambazonie et quelques-uns de ses partisans avaient été spécialement extraits de leurs cellules pour entamer des discussions avec les autorités du gouvernement. Entre eux, un témoin privilégié : Andrew Nkea Fuanya, archevêque de Bamenda. Cette nouvelle implication de l'Église catholique pour tenter de rapprocher les parties en conflit de la  crise dans les régions anglophones a été plutôt bien perçue par nombre d'observateurs, alors que jusqu'ici une sorte de crise de confiance semble installée de part et d'autre entre protagonistes. D'autant que dix mois après la tenue du Grand dialogue national, les résolutions qui en avaient été issues tardent à être mises en application. Notamment le statut spécial pour les régions du Nord-Ouest et du Sud-Ouest.
Le 20 août 2020, Le procès en appel du dirigeant séparatiste anglophone Sisiku Ayuk Tabe et de ses neuf coaccusés a été une nouvelle fois reporté. Une partie des magistrats affectés à ce dossier ayant été récemment mutés, la cause a été renvoyée au 17 septembre 2020.
Le 17 septembre 2020, une Cour d’appel camerounaise a confirmé la condamnation à la prison à vie prononcée en 2018 contre Sisiku Ayuk Tabe. Sisiku Ayuk Tabe a été jugé coupable de « sécession » et de « terrorisme », en lien avec le conflit dans les régions anglophones du Cameroun. Il s’est autoproclamé président de l’Ambazonie, nom donné par les indépendantistes anglophones à l’ancien Cameroun méridional, non reconnu internationalement. Lors de l’audience la Cour d’appel a estimé que le tribunal militaire qui a condamné Sisiku Ayuk Tabe et ses coaccusés le 20 août 2019 a bien dit le droit. Elle a donc confirmé la prison à vie pour les accusés, assortie d’une amende de 250 milliards de francs CFA.
Dans les deux régions à majorité anglophones du Cameroun, le Sud-Ouest et le Nord-Ouest, des indépendantistes s’opposent violemment à l’armée depuis 2017 et les deux camps sont régulièrement accusés d’exactions contre des civils par des ONG. Au moins 3 000 personnes sont mortes et plus de 700 000 autres ont dû fuir leur domicile, selon les Nations unies.

#### Histoire pré-coloniale du Cameroun(avant 1880)
- Liste de civilisations précoloniales en Afrique
- Civilisation Sao
- Bantous, expansion bantoue, langues bantoues
- Royaumes sahéliens (750-1900, en Nigritie)
- Chefferies traditionnelles au Cameroun
- Principautés kotoko, États kotoko (de)
- Royaume du Kanem-Bornou (750c-1900)
- Royaume bamoun (1384-1884), Bamouns, écriture bamoun, palais des sultans Bamouns (1917), Ibrahim Njoya (1876-1933)
- Royaume de Bandjoun (1400/1552-1926), dynastie Bandjoun, chefferie de Bandjoun
- Royaume Mandara (1450c-1902), colonisation peul de l'Adamaoua
- Confédération aro (en) (1690-1902), capitale Arochokwu
- Empire de Sokoto, sultanat (1804-1903)
- Émirat de l'Adamaoua (1809-1903)
- Esclavage en Afrique (pré-européen)
- Commerce des esclaves, traites négrières, commerce triangulaire
- Exploration européenne de l'Afrique

#### Histoire coloniale du Cameroun(1880c-1960c)
- Protectorat de la Baie d'Ambas (1884-1887)
- Entreprises coloniales au Cameroun
  - Caoutchoucs et cacaos du Cameroun, Safacam, Socfin
  - Royal Niger Company (1886-1900)
  - Compagnie allemande d'Afrique de l'Ouest (1885-1906)
- Guerres de l'Adamaoua (1899-1907)
- Liste des administrateurs coloniaux au Cameroun
- Évangélisation, missions catholiques aux XIXe et XXe siècles, mission mondiale de BMS
- Campagne d'Afrique de l'Ouest (1914-1916), Campagne du Kamerun (1914-1916)
- Altkamerun et Kamerun allemand (1884-1916), Cameroun français (1916-1960), Cameroun britannique (1922-1961)
- 1922-1961 : Cameroun méridional, Cameroun septentrional
- Guerre du Kongo-Wara dite des Gbayas (1928-1932), résistance camerounaise à la colonisation française
- Émeutes de mai 1955 au Cameroun français, Guerre du Cameroun (1955-1971)

#### Histoire contemporaine du Cameroun(1960-)
- Liste des guerres impliquant le Cameroun (en)
- Néocolonialisme, Françafrique, Russafrique, Chinafrique, Relations sino-africaines
- Politique au Cameroun, élections au Cameroun depuis 2000
- Premier ministre du Cameroun, liste des chefs du gouvernement camerounais
- Président de la république du Cameroun, liste des présidents du Cameroun
- Chronologie de Douala
- Émeutes de 2008 au Cameroun
- Insurrection de Boko Haram (2009-), islam radical en Afrique noire, islamisation, terrorisme islamiste, guerre contre le terrorisme
- États de l'Ambazonie, République fédérale d'Ambazonie (2017-), gouvernement intérimaire de l'Ambazonie
- Problème anglophone au Cameroun, Crise anglophone au Cameroun (2017-)
- Violences au Cameroun, Discriminations au Cameroun, Massacres au Cameroun
- Guerres impliquant le Cameroun, Histoire militaire du Cameroun